# Hoplias lacerdae
Hoplias lacerdae és una espècie de peix de la família dels eritrínids i de l'ordre dels caraciformes.

## Morfologia
- Els mascles poden assolir 75 cm de longitud total[1] i 4.309 g de pes.[2][3]

## Alimentació
Menja peixos.

## Hàbitat
És un peix d'aigua dolça i de clima tropical.

## Distribució geogràfica
Es troba a Sud-amèrica: conca del riu Ribeira de Iguape a São Paulo i Paraná (Brasil).